# Manuel de la Cámara y Livermore
Manuel De la Cámara y Livermore (Málaga, 7 de mayo de 1836-Málaga, 4 de enero de 1920), fue un almirante de la Armada Española. Mostró su audacia en distintas batallas, más conocido por asumir el mando en mayo de 1898 de una escuadra que debía bombardear las ciudades costeras de Estados Unidos. La intención era aliviar la presión sobre las fuerzas navales que se encontraban bloqueadas en Cuba y debeladas en Filipinas.

## Familia
Nació el 7 de mayo de 1836 en Málaga, España. Hijo del comerciante José De la Cámara de Tejada y Cámara de Tejada (señor divisero del Solar de Tejada) y de Dolores Livermore Salas. Tenía 5 hermanos y 6 hermanas, una de las cuales (Matilde De la Cámara Livermore) se ahogó en el naufragio del Miño.
Se casó el 1 de agosto de 1878 con Emma Díaz Gayen en la Iglesia de Santa María del Sagrario, Málaga. Tuvo tres hijos y una hija.
Su hermano Ricardo de la Cámara Livermore (1839-) participó como Alférez de Navío en la Guerra del Pacífico (1865-1866) junto a Manuel (entonces Teniente de Navío). A raíz de esta guerra, Ricardo, desarrolló un trauma psicológico (neurosis de guerra) que se acabaría convirtiendo en una demencia senil. Sería ingresado en el Sanatorio Mental de las Corts.

## Carrera militar
Realizó sus estudios en la ciudad de Málaga, tras los cuales ingresó en la Academia Naval.

### Expedición contra México (1862)
Salió de la academia para ir a México en la campaña de 1862, en la que España intervino junto a Francia y Reino Unido. Allí estuvo como agregado al Estado Mayor del Almirante francés Mr. Jurien de la Gravière.

### Guerra del Pacífico(1865-1866)
Hizo la guerra contra Perú y Chile durante los dos años. Como Teniente de navío en la goleta Vencedora y como Oficial de derrota en la fragata Villa de Madrid.

### Primera guerra de Cuba(1868-1878)
Empezaba la guerra de los Diez Años, también llamada primera guerra de Cuba. Cámara solicitó su traslado al teatro de operaciones, se le confió por el Gobierno el mando de varios buques. Entre ellos la corbeta África y el vapor Tornado. Como teniente de navío de la goleta de hélice Favorita, será el encargado de entregar al USS Despatch el vapor de ruedas filibustero Virginius.
Era Capitán de Navío cuando condujo el 9 de abril de 1890 a Filipinas una división naval compuesta de los barcos Castilla, Don Antonio de Ulloa y Don Juan de Austria, llegando a Manila el 17 de junio. Esta división fue llamada la Escuadra Negra, porque los barcos que la formaban iban pintados de negro en vez de blanco.

### Primera guerra del Rif(1893-1894)
Tras estos trabajos, fue nombrado Comandante de la Marina de Málaga, cargo con el que esperaba descansar después de tanto viajar, pero no, en 1893 estalló en Melilla la guerra del Margallo, también conocida como la primera guerra del Rif. Esto hizo necesario enviar numerosas tropas, y al no contarse con barcos suficientes para transportar tantos soldados, el ministro de la Marina le ordenó que organizara el transporte de los efectivos. Cámara demostró una gran habilidad contratando diferentes barcos en distintos puertos españoles y recibió numerosas felicitaciones.
Poco después, desempeñó el cargo de Jefe de dos Comisiones Navales, una a los Estados Unidos y otra a Reino Unido. Por dos veces desempeñó la Dirección del Material en el Ministerio de la Marina, así como también fue Jefe del Estado Mayor del Apostadero de La Habana.

### Guerra hispano-estadounidense(1898)

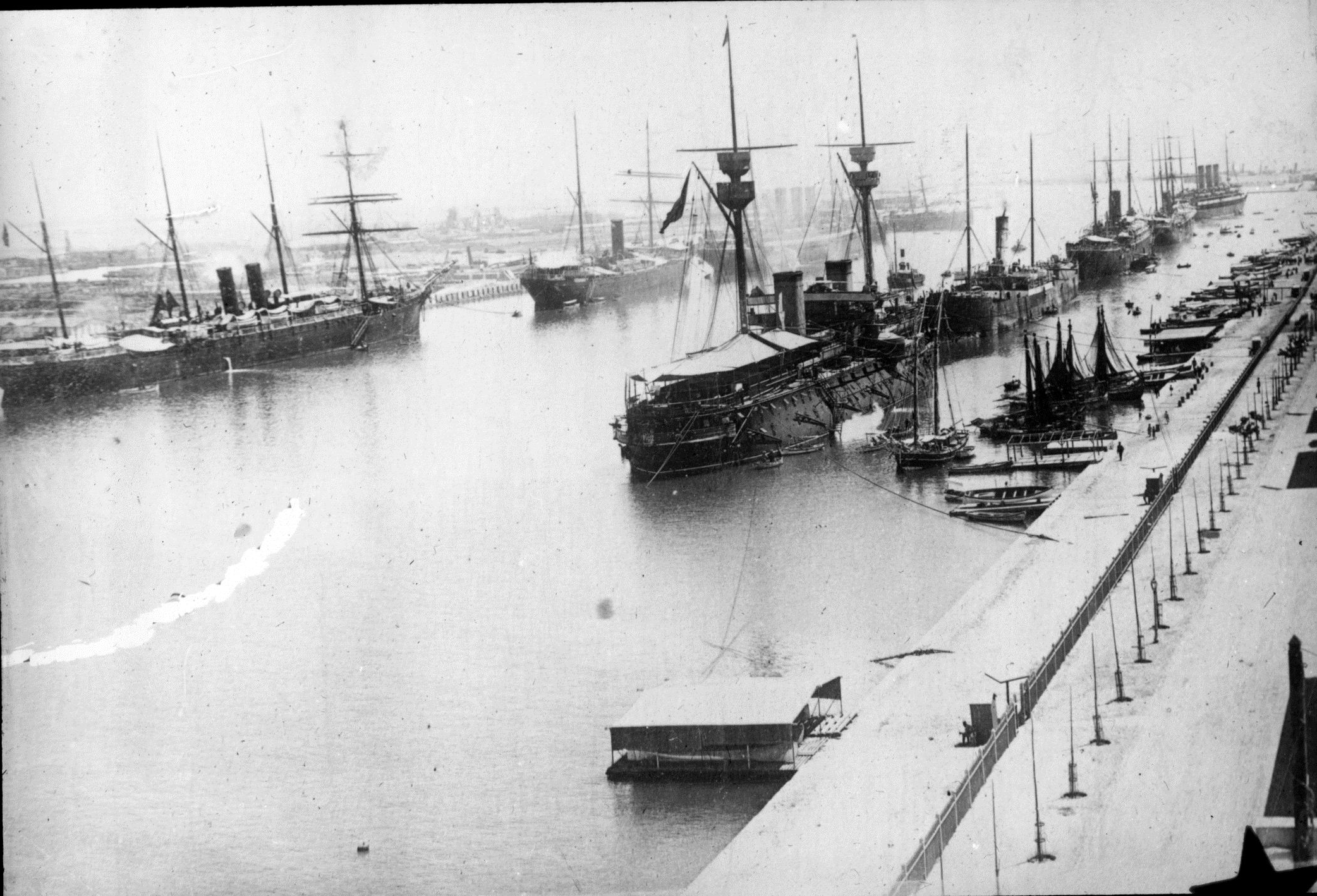
Flota española del Almirante Cámara anclada en el canal de Suez en 1898, formada entre otros por el acorazado Pelayo o el crucero Carlos V y que finalmente no intervino en la guerra.

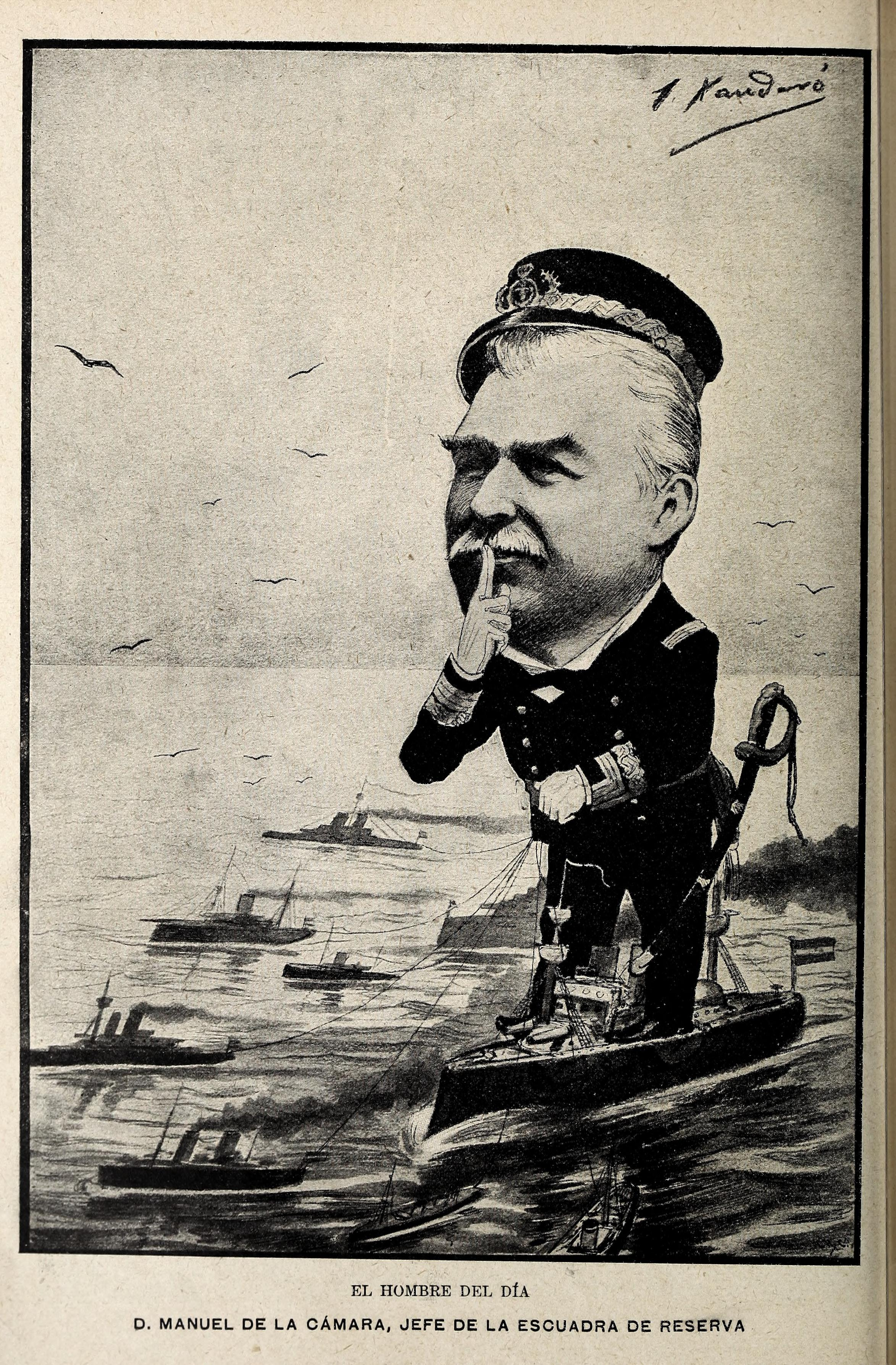
Caricatura de Joaquín Xaudaró, 1898

Al declararse la guerra con los Estados Unidos, Cámara tenía ya el empleo de contraalmirante. La Armada Española ordenó a las principales unidades de su flota que se concentraran en Cádiz para formar el 2° Escuadrón, bajo el mando de Cámara. Dos de los buques de guerra más poderosos de España, el acorazado Pelayo y el nuevo crucero acorazado Carlos V no estaban disponibles cuando comenzó la guerra, el primero se encontraba en reconstrucción en un astillero francés y el último aún no había sido entregado por sus constructores. Sin embargo, ambos fueron puestos en servicio y asignados al escuadrón de Cámara. Una misión que le fue encomendada a dicho escuadrón, a falta de otra dirección, era proteger la costa española de las incursiones de la Armada de los Estados Unidos.
Durante una reunión de altos oficiales navales españoles en Madrid el 23 de abril de 1898, Cámara votó, al igual que la mayoría, enviar el escuadrón del Vicealmirante Pascual Cervera y Topete al Caribe. El escuadrón de Cervera llegó a Cuba, donde fue bloqueado en el puerto de Santiago de Cuba por el Escuadrón Atlántico Norte y el Escuadrón Volador de la Armada de los Estados Unidos a partir del 27 de mayo de 1898. Mientras tanto, el Escuadrón Asiático de la Armada de los Estados Unidos bajo el Comodoro George Dewey destruyó el Escuadrón español en las Islas Filipinas bajo el Contraalmirante Patricio Montojo y Pasarón en la batalla de la Bahía de Manila el 1 de mayo de 1898.
El escuadrón de Cámara estaba inactivo en Cádiz, mientras el Ministerio de la Marina consideraba las opciones para corregir la situación en el Caribe y en Filipinas. A finales de mayo de 1898, el ministro español de Infantería de Marina, Ramón Auñón y Villalón, diseñó una estrategia para que Cámara atravesara el Océano Atlántico para bombardear las ciudades americanas a lo largo de la costa Este, preferiblemente Charleston, Carolina del Sur. La expedición estaría formada por tres divisiones:
- 1.ª División al mando del propio Cámara, compuesta por el crucero acorazado Carlos V y los cruceros auxiliares Meteoro, Patriota, Rápido y el aviso Giralda.
- 2.ª División al mando del capitán de Navío José Ferrándiz y Niño, compuesta por los acorazados Pelayo y Vitoria y los destructores Osado, Audaz y Proserpina.
- 3.ª División al mando del capitán de Navío José de Barrasa y Fernández de Castro, compuesta compuesta únicamente de tres cruceros auxiliares: el Buenos Aires, el Antonio López y el Alfonso XII.

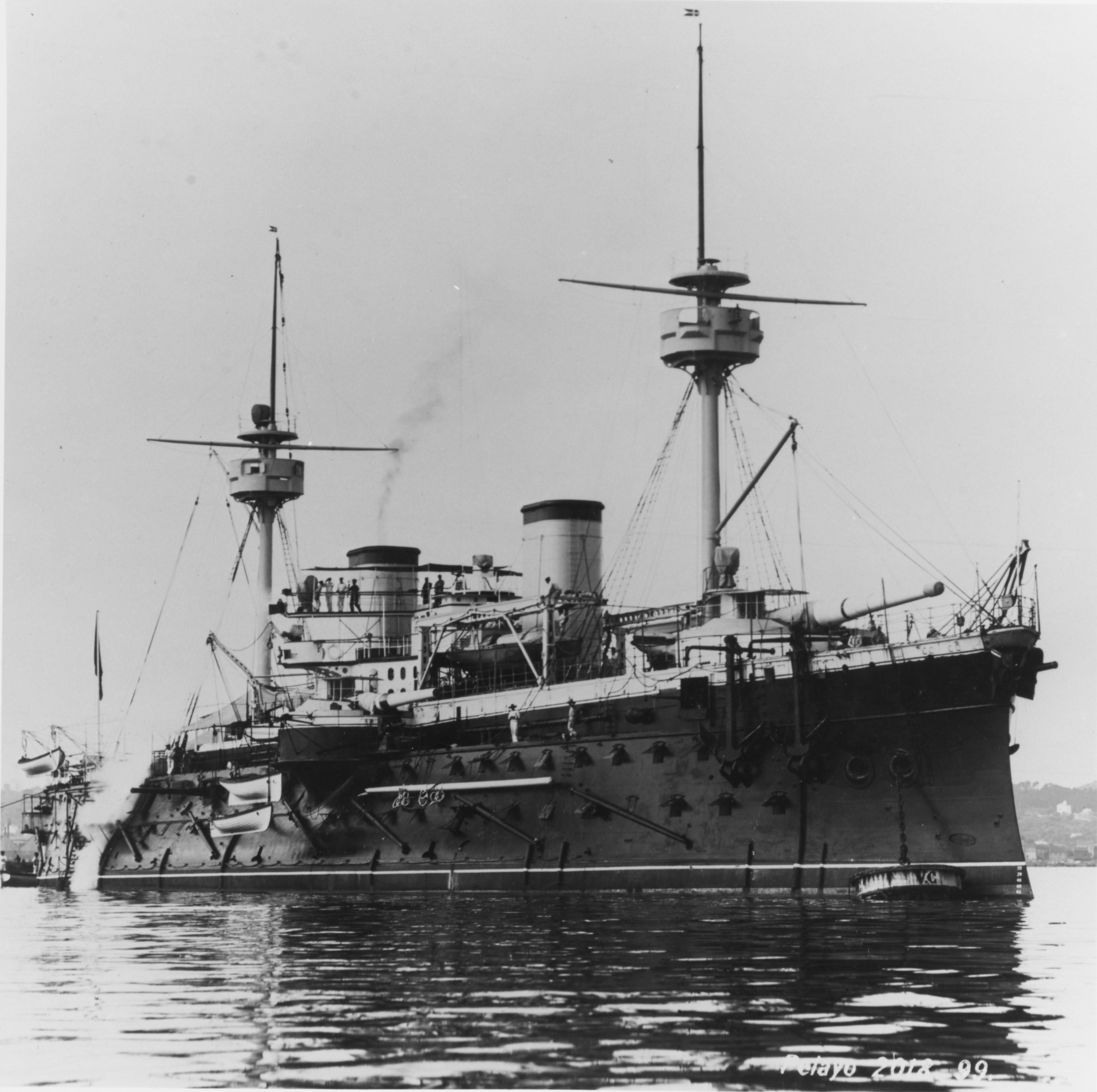
Acorazado Pelayo, 1889

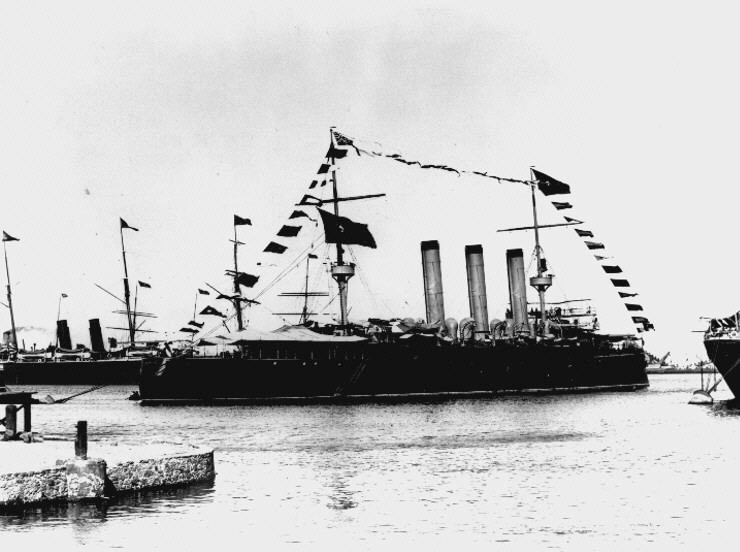
El Carlos V en 1898, en el canal de Suez.

Estos destructores pertenecían a la clase Furor, eran veloces y estaban bien artillados. El más poderoso de la flota era el acorazado Pelayo, principal motivo para la preocupación de los mandos militares enemigos. El Pelayo y el Carlos V superaban por sí solos en potencia de fuego y tonelaje a toda la escuadra con la que Dewey combatía en Filipinas. El Gobierno norteamericano ordenó que se dejaran de ilumminar las ciudades de la Costa Este para dificultar el temido raid hispano. El pánico se apoderó de la Costa Este.
El 15 de junio de 1898, Cámara finalmente recibió sus órdenes: los planes para atacar la Costa Este de los Estados Unidos fueron cancelados, y en su lugar debía partir inmediatamente hacia Filipinas, para escoltar un convoy que transportaba 4000 hombres del ejército español para reforzar Filipinas y destruir el escuadrón de Dewey. A la escuadra formada por las tres divisiones antes mencionadas se les sumaban dos carboneros: Covadonga y Colón. Para la nueva misión habría que detenerse en puertos neutrales, en Francia e Italia no habría problemas, pero sí en Suez. Cámara se despidió de Cádiz el 16 de junio de 1898, llegando el 26 a Port Said, Egipto (el acceso al Canal de Suez), por entonces bajo control de Reino Unido. Previamente los servicios de inteligencia de los Estados Unidos estaban ya al tanto de la hoja de ruta de Cámara, por ello avisaron al vicecónsul de los Estados Unidos en El Cairo, Ethelbert Watts. Este había comprado todo el carbón disponible en Suez. Para complicar aún más las cosas para Cámara, el gobierno británico, que controlaba Egipto en ese momento, le informó el 29 de junio que su escuadrón no tenía permiso para el carbón en aguas egipcias, con el argumento de que tenía suficiente carbón para regresar a España y que cualquier actividad que emprendiera en Egipto violaría la neutralidad egipcia y británica, y que tendría que regresar al mar en 24 horas.
Tras insistencias y negociaciones, Cámara finalmente consiguió atravesar el Canal de Suez el 5-6 de julio de 1898. En ese momento, el escuadrón del almirante Cervera había sido aniquilado en la Batalla de Santiago de Cuba el 3 de julio, liberando a las fuerzas pesadas de la Armada de los Estados Unidos que se encontraban en el Caribe. Temeroso de la seguridad de la costa española, el Ministerio de Marina español retiró el escuadrón de Cámara, que para entonces había llegado al Mar Rojo, el 7 de julio de 1898.
Cámara emprendió el viaje de regreso el 11 de julio de 1898 hacia España, llegó a Cartagena el 23 de julio y luego regresó a Cádiz. El 2° Escuadrón fue disuelto el 25 de julio de 1898.

#### Las trabas británicas
Por más que el Gobierno español quisiera en último trance recurrir a lo que le quedaba de músculo naval, lo que nunca pudo superar fue su aislamiento internacional. Las presiones y trabas de Gran Bretaña, que no deseaba que la contienda se extendiera al Atlántico hizo inviable la incursión hacia la Costa Este de Estados Unidos. Así, antes de que las armas españolas pudieran siquiera asomarse a territorio enemigo, el Gobierno recibió las noticias de la alarmante situación en Filipinas y ordenó a Cámara redirigir la flota hacia el archipiélago asiático. De esta manera las trabas británicas volvieron a aparecer en Port Said, como anteriormente relatado.
Quedó así truncado cualquier servicio que pudiera prestar el Pelayo, un navío imponente al que los mandos estadounidenses tenían enorme respeto. El historiador Pablo de Azcárate cuenta en su libro La guerra del 98 la «gran preocupación» que causaba a Dewey la eventual llegada al escenario filipino de «un buque como el Pelayo, superior a todos los que él tenía bajo su mando». La soledad diplomática española impidió que pudiera llegar a tiempo al teatro de operaciones.
La que era la última esperanza española se diluyó antes siquiera de que las armas que la sustentaban pudieran trabar combate.

## Jubilación y muerte
Consecuencia de sus excepcionales aptitudes, ocupó posteriormente la cartera de Marina, alcanzando los más altos puestos de su carrera, incluido el empleo de Vicealmirante. Obtuvo varias condecoraciones por su labor:
- Caballero Gran Cruz de la Orden de Carlos III, desde 1901[11][12][13]
- Caballero de la Orden de San Hermenegildo desde 1902 y Gran Cruz de dicha orden desde 1911[14][15]
- Caballero Gran Cruz de la Orden del Mérito Naval con distintivo blanco, desde 1903[16]
- Ayudante honorario de la Casa Militar de S.M. el rey D. Alfonso XIII[17]

El 10 de enero de 1912 se cambiaron las denominaciones de la Armada, el Capitán de Navío de primera clase pasó a Contraalmirante, el Contraalmirante a Vicealmirante, el Vicealmirante a Almirante, y este a Capitán General de la Armada. Cámara ya era Vicealmirante en esa fecha y pasó a ser Almirante.
Vivía ya retirado en Málaga cuando falleció, siendo la fecha el 4 de enero de 1920. Se encuentra sepultado en el Cementerio de San Miguel.